# 6213 Zwiers
6213 Zwiers è un asteroide della fascia principale. Scoperto nel 1960, presenta un'orbita caratterizzata da un semiasse maggiore pari a 2,2741865 UA e da un'eccentricità di 0,1477698, inclinata di 1,34136° rispetto all'eclittica.